# Speedy Gonzales (personage)
Speedy Gonzales, "de snelste muis van Mexico", is een tekenfilmpersonage uit de cartoonreeks van Warner Brothers: Looney Tunes en Merrie Melodies. De typische kenmerken van Speedy zijn dat hij bijzonder hard kan rennen en dat hij een opvallend Mexicaans accent heeft. Hij is meestal gekleed in het wit, met een grote gele sombrero en een rood sjaaltje. Zijn bekendste uitspraak is: ¡Ándale! ¡Ándale! ¡Arriba! ¡Arriba!. Dit betekent "Schiet op! Schiet op! Omhoog! Omhoog!".  Arriba lijkt een misvertaling te zijn van "Hurry up!".

## Geschiedenis
Speedy Gonzales verscheen voor het eerst in 1953 in het filmpje Cat-Tails for Two, bedacht door Robert McKimson. In deze eerste versie was Speedy gemener, magerder en had hij een opvallende gouden tand. In 1955 kreeg hij van Friz Freleng en Hawley Pratt zijn definitieve vorm, welke voor het eerst te zien was in de cartoon Speedy Gonzales. In de tekenfilm bedreigt de kat Sylvester een muizenkolonie. Sylvester werd nadien al snel een vaste tegenstander van Speedy, waardoor de twee een duo vormden vergelijkbaar met Road Runner en Wile E. Coyote. Midden jaren 60 belandde Speedy steeds in conflict met Daffy Duck.
Een ander terugkerend personage is Speedy's neef Slowpoke Rodriguez, de traagste en sloomste muis van Mexico. In een van de afleveringen schiet hij op de kat José met een pistool.